# Hydrolagus alphus
Hydrolagus alphus is een vis uit de familie kortneusdraakvissen. De vis komt voor in de Grote Oceaan en met name in de open wateren rond Ecuador. De soort komt voor op diepten van 630 tot 907 m. De vis kan een lengte bereiken van 48 cm.